# Sign
Sign est le premier single japonais des Brown Eyed Girls sorti sous le label NegaNetwork le 26 janvier 2011 au Japon. Il arrive 24e à l'Oricon et reste classé 4 semaines. Il sort en édition A (CD+DVD), B (CD+Calendrier+chanson bonus), C (CD+chansons bonus), et l'édition normale (CD).

## Liste des titres
| 1. | Sign (Japanese version)                    |  |
| 2. | Love is… (Jea & Miryo)                     |  |
| 3. | Sign (Korean version)                      |  |
| 4. | Abracadabra (FRAKTAL Voodoo Remix) (Bonus) |  |

| 1. | Sign (Japanese version)                                               |  |
| 2. | Love is… (Jea & Miryo)                                                |  |
| 3. | Sign (Korean version)                                                 |  |
| 4. | Abracadabra ~ Dondake Beauty Mix (Brown Eyed Girls with IKKO) (Bonus) |  |
| 5. | Sign (Junjaman Remix) (Bonus)                                         |  |

| 1. | Sign             |  |
| 2. | Sign (Making of) |  |